# Волья (приток Тавды)
Волья — река в России, протекает по Таборинскому району Свердловской области. Устье реки находится в 385 км по левому берегу реки Тавда. Длина реки составляет 11 км.
Система водного объекта: Тавда → Тобол → Иртыш → Обь → Карское море.

## Данные водного реестра
По данным государственного водного реестра России относится к Иртышскому бассейновому округу, водохозяйственный участок реки — Тавда от истока и до устья, без реки Сосьва от истока до водомерного поста у деревни Морозково, речной подбассейн реки — Тобол. Речной бассейн реки — Иртыш.
Код объекта в государственном водном реестре — 14010502512111200012939.